# Verwaltungskreis Interlaken-Oberhasli
Der Verwaltungskreis Interlaken-Oberhasli im Kanton Bern wurde auf den 1. Januar 2010 aus den beiden Amtsbezirken Interlaken und Oberhasli gebildet. Er gehört zur Verwaltungsregion Oberland und umfasst 28 Gemeinden auf 1229,31 km² mit zusammen 48'753 Einwohnern (Stand: 31. Dezember 2023).

## Regierungsstatthalter
- Derzeitiger Regierungsstatthalter ist Martin Künzi (SP).
- Für die kommende Legislaturperiode (2026–2029) wurde Peter Zumbrunn (SVP) gewählt.[2]

## Gemeinden
| Wappen                    | Name der Gemeinde         | Einwohner (31. Dezember 2023) | Fläche in km² | Einwohner pro km² |
| ------------------------- | ------------------------- | ----------------------------- | ------------- | ----------------- |
| Beatenberg                | Beatenberg                | 1'227                         | 29,25         | 42                |
| Bönigen                   | Bönigen                   | 2'655                         | 15,08         | 176               |
| Brienz                    | Brienz (BE)               | 3'278                         | 48,07         | 68                |
| Brienzwiler               | Brienzwiler               | 509                           | 17,63         | 29                |
| Därligen                  | Därligen                  | 416                           | 6,93          | 60                |
| Grindelwald               | Grindelwald               | 3'825                         | 171,38        | 22                |
| Gsteigwiler               | Gsteigwiler               | 434                           | 7,02          | 62                |
| Gündlischwand             | Gündlischwand             | 346                           | 16,69         | 21                |
| Guttannen                 | Guttannen                 | 247                           | 200,85        | 1                 |
| Habkern                   | Habkern                   | 617                           | 50,96         | 12                |
| Hasliberg                 | Hasliberg                 | 1'111                         | 41,74         | 27                |
| Hofstetten bei Brienz     | Hofstetten bei Brienz     | 542                           | 8,77          | 62                |
| Innertkirchen             | Innertkirchen             | 1'075                         | 236,59        | 5                 |
| Interlaken                | Interlaken                | 6'000                         | 4,27          | 1'405             |
| Iseltwald                 | Iseltwald                 | 401                           | 21,91         | 18                |
| Lauterbrunnen             | Lauterbrunnen             | 2'315                         | 164,66        | 14                |
| Leissigen                 | Leissigen                 | 1'222                         | 10,38         | 118               |
| Lütschental               | Lütschental               | 226                           | 12,28         | 18                |
| Matten bei Interlaken     | Matten bei Interlaken     | 4'195                         | 5,91          | 710               |
| Meiringen                 | Meiringen                 | 4'798                         | 40,63         | 118               |
| Niederried bei Interlaken | Niederried bei Interlaken | 375                           | 4,15          | 90                |
| Oberried am Brienzersee   | Oberried am Brienzersee   | 469                           | 20,12         | 23                |
| Ringgenberg               | Ringgenberg (BE)          | 2'651                         | 8,88          | 299               |
| Saxeten                   | Saxeten                   | 91                            | 19,38         | 5                 |
| Schattenhalb              | Schattenhalb              | 569                           | 31,54         | 18                |
| Schwanden bei Brienz      | Schwanden bei Brienz      | 657                           | 7,06          | 93                |
| Unterseen                 | Unterseen                 | 5'738                         | 13,99         | 410               |
| Wilderswil                | Wilderswil                | 2764                          | 13,19         | 210               |
| Total (28)                | Total (28)                | 48'753                        | 1229,31       | 40                |

## Veränderungen im Gemeindebestand

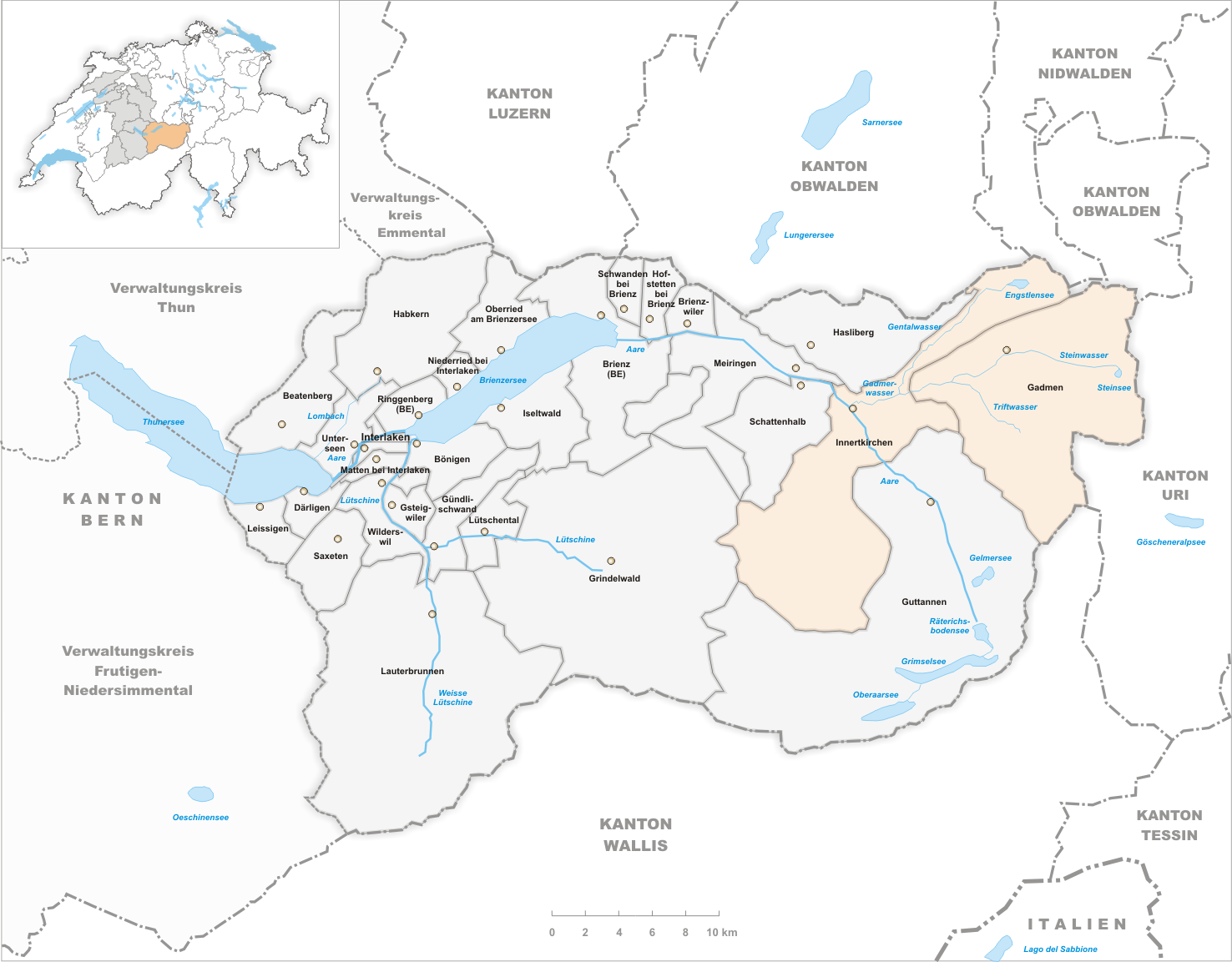
Gemeinden bis 2013

- 2014: Fusion von Gadmen und Innertkirchen → Innertkirchen